# Elisabeth Irwin
Elisabeth Irwin, née le 29 août 1880 à Brooklyn, New York et morte le 16 octobre 1942 à Manhattan, est une éducatrice, psychologue, réformatrice américaine, la fondatrice de la Little Red School House (en). Elle était ouvertement  lesbienne, vivant avec sa partenaire de vie Katharine Anthony (en) et les deux filles qu'elles ont adoptées.

## Biographie
Elisabeth Irwin est née à Brooklyn, de William Henry Irwin et Josephina Augusta Easton. Son père était marchand de coton. Elle a fréquenté le Packer Collegiate Institute et a obtenu son bachelor of arts de Smith College en 1903, et sa maîtrise de Columbia University en 1923. Elle était membre du club intellectuel féministe Heterodoxy.
En 1912, alors qu'elle était membre du personnel de la Public Education Association, elle a commencé à réviser le programme d'études pour les enfants de la Public School 64. Elle a fondé le programme d'études Little Red School House (en), à Manhattan en 1921, dans l'annexe peinte en rouge de Public School 61. Son travail là-bas, puis à la Public School 41, est décrit dans un article pour The New York Times comme une expérience pour démontrer que « le programme plus large et plus actif des écoles progressistes pourrait être réalisée dans les écoles publiques ».
Face aux coupes budgétaires, il semblait que l'expérience allait se terminer, mais un groupe de parents s'est réuni, la poussant à créer sa propre école et lui promettant un soutien financier. En septembre 1932, la « Little Red School House » a son propre bâtiment à Bleecker Street. Au début, seul l'enseignement primaire était disponible, mais en 1940, un lycée a été ajouté.
Elle est décédée au New York Hospital (en) en octobre 1942. Sa partenaire, Katharine Anthony, et leurs deux filles adoptives, Mrs Howard Gresens et Mrs R.O. Bogue, lui ont survécu. Ses funérailles ont eu lieu à Gaylordsville, dans le Connecticut, où elle et Katharine Anthony avaient une maison d'été, se faisant appeler les « dames gays de Gaylordsville ». Elle y a été enterrée aux côtés de Katharine Anthony.

## Œuvres
- Truancy: a study of the mental, physical and social factors of the problem of non-attendance at school, New York, Public education association of the city of New York, 1915